# ABBA Live
| Críticas profissionais                                                      | Críticas profissionais |
| Avaliações da crítica                                                       | Avaliações da crítica  |
| Fonte                                                                       | Avaliação              |
| --------------------------------------------------------------------------- | ---------------------- |
| Allmusic                                                                    | [ 3 ]                  |
| Esta tabela precisa de ser acompanhada por texto em prosa. Consulte o guia. |                        |

ABBA Live é um álbum ao vivo do grupo sueco ABBA, lançado pela Polar Music em 1986.

## História
Um álbum ao vivo era algo que muitos fãs do ABBA exigiam há vários anos. O próprio ABBA já havia brincado com a ideia algumas vezes, mas sempre desistiu. Finalmente, quatro anos depois que os membros seguiram caminhos separados, uma coleção ao vivo foi lançada. O álbum resultante, ABBA Live, continha gravações de 1977, 1979 e 1981. A maioria das faixas foram tiradas dos shows do ABBA na Wembley Arena em Londres em novembro de 1979, com algumas canções adicionais retiradas da turnê da Austrália em março de 1977 e do Dick Cavett Meets ABBA, especial para TV gravado em abril de 1981.
Quando esse LP/CD foi lançado, a popularidade da banda estava em baixa e nenhum dos membros estava envolvido na produção do álbum. Para desespero dos críticos musicais e fãs do ABBA, também teve a bateria de sintetizadores dos anos 80 dobrada na maioria das faixas, tirando o verdadeiro sentimento ao vivo das apresentações. Também não apresentava nenhuma das faixas que a banda tocou ao vivo em suas turnês, mas nunca incluiu em nenhum de seus álbuns de estúdio, como "I Am an A", "Get on the Carousel", "I'm Still Alive", ou as versões originais ao vivo das canções do mini-musical de 1977 The Girl with the Golden Hair. "Thank You for the Music", "I Wonder (Departure)" e "I'm a Marionette", todos com letras e/ou arranjos musicais ligeiramente diferentes das gravações de estúdio subsequentes incluídas no ABBA: The Album. Várias faixas também foram pesadamente editadas, no caso da gravação ao vivo de "Does Your Mother Know" em 1979, por até cinco minutos, uma vez que originalmente foi tocada naquela turnê como um medley com "Hole in Your Soul".
ABBA Live foi o primeiro álbum do ABBA a ser lançado simultaneamente em LP e CD, o CD tendo três "faixas extras". O álbum não teve um desempenho muito bom, internacional ou nacionalmente, alcançando a posição 49 na Suécia e permanecendo nas paradas por apenas duas semanas. Foi remasterizado e relançado pela Polydor/Polar em 1997, mas atualmente está esgotado.

## Faixas
Lista de faixas adaptadas a partir do Discogs.
1. "Dancing Queen" – 3:42
2. "Take a Chance On Me" – 4:22
3. "I Have A Dream" – 4:23
4. "Does Your Mother Know" – 4:09
5. "Chiquitita" – 5:21
6. "Thank You for the Music" – 3:40
7. "Two For The Price Of One" – 3:31
8. "Fernando" – 5:22
9. "Gimme! Gimme! Gimme! (A Man After Midnight)" – 3:17
10. "Super Trouper" – 4:23
11. "Waterloo" – 3:34
12. "Money, Money, Money" – 3:20
13. "The Name Of The Game/Eagle" – 9:37
14. "On and On and On" – 4:01

## Desempenho nas tabelas musicais
| Tabela (2020)                | Melhor posição |
| ---------------------------- | -------------- |
| Países Baixos (Dutch Charts) | 47             |
| Suécia (Sverigetopplistan)   | 49             |